# Sirene (halfgodin)
De sirenen (Oudgrieks: Σειρῆνες, Seirēnes) zijn halfgodinnen uit de Griekse mythologie met het lichaam van een vogel en het hoofd van een vrouw. Sirenen verleidden hun toehoorders met gezang of erotische geluiden die door mannen niet weerstaan konden worden. Volgens sommige verhalen waren de sirenen jonge vrouwen die voortdurend om aandacht vroegen, maar niet hun maagdelijkheid wilden verliezen. Dat zou de reden zijn dat Aphrodite, de Griekse godin van de liefde en seksualiteit, hen in vogels veranderde. Sirenen zouden de dochters zijn van de zeegod Phorcys of van de stroomgod Acheloüs en Sterope. Volgens Romeinse auteurs woonden zij op drie kleine rotseilandjes tussen Sorrento en Capri.
In de oudste legenden waren er twee sirenen (onder anderen bij Homerus), recentere schrijvers telden er drie en nog recentere schrijvers hebben meer toegevoegd. Aglaope (mooi gezicht), Aglaophonos (mooie stem), Leucosia (het witte zijn), Ligeia (schrille), Molpe (muziek), Parthenope (maagdengezicht), Peisinoë (verleidende gedachten), Raidne (verbetering), Teles (perfectie), Thelxepeia (zachte woorden), Thelxiope (verleidend gezicht) zijn hun namen. De beroemdste drie waren Parthenope, Ligeia, en Leucosia.

## Mythen en sagen
Ovidius beschreef ze als nimfen, speelgenootjes van Persephone, die getuige waren van haar ontvoering. Demeter, die hen verweet niets gedaan te hebben om haar te redden, veranderde ze in vogels met een vrouwenhoofd. Ze waren erg knap en zongen zulke mooie liederen, dat de reizigers die hun eiland passeerden de verlokking niet konden weerstaan. Vervolgens liep hun schip te pletter tegen de rotsen en werden zij gedood, doordat de sirenen alle levenskracht uit hun slachtoffers wegzogen.
De Argonauten werden gered van de dodelijke verlokking door de zanger Orpheus die het gevaar inzag en een lied speelde dat de stemmen van de sirenen overstemde.
Odysseus ontsnapte, volgens het verhaal van Homerus, aan hun gezang door de oren van zijn bemanning te vullen met was en zichzelf vast te laten binden aan de mast van het schip. De bemanning kreeg uitdrukkelijk bevel hem niet los te maken, ondanks zijn smeekbeden. Hij kon op deze wijze de liederen van de nimfen horen terwijl zijn bemanning door de was in hun oren zich niet liet verleiden te dicht in de buurt van de rotsen te varen. Odysseus' doortocht benam de sirenen hun magische krachten voorgoed en de vrouwen veranderden in rotsblokken. Alleen Parthenope stortte zich in zee en verdronk. Haar lichaam spoelde aan en werd begraven op de plaats waar later de stad Napels zou ontstaan.

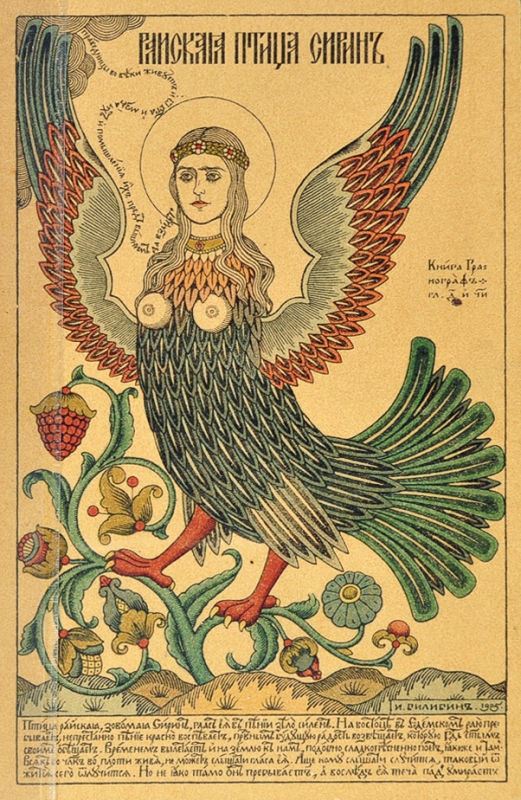
Een sirene op een oude ansichtkaart (Ivan Bilibin)
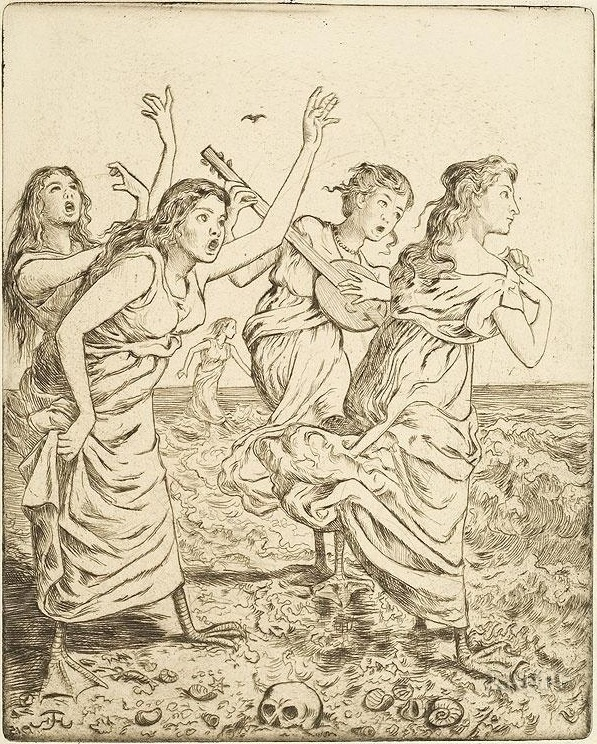
Sirenen door Hans Thoma
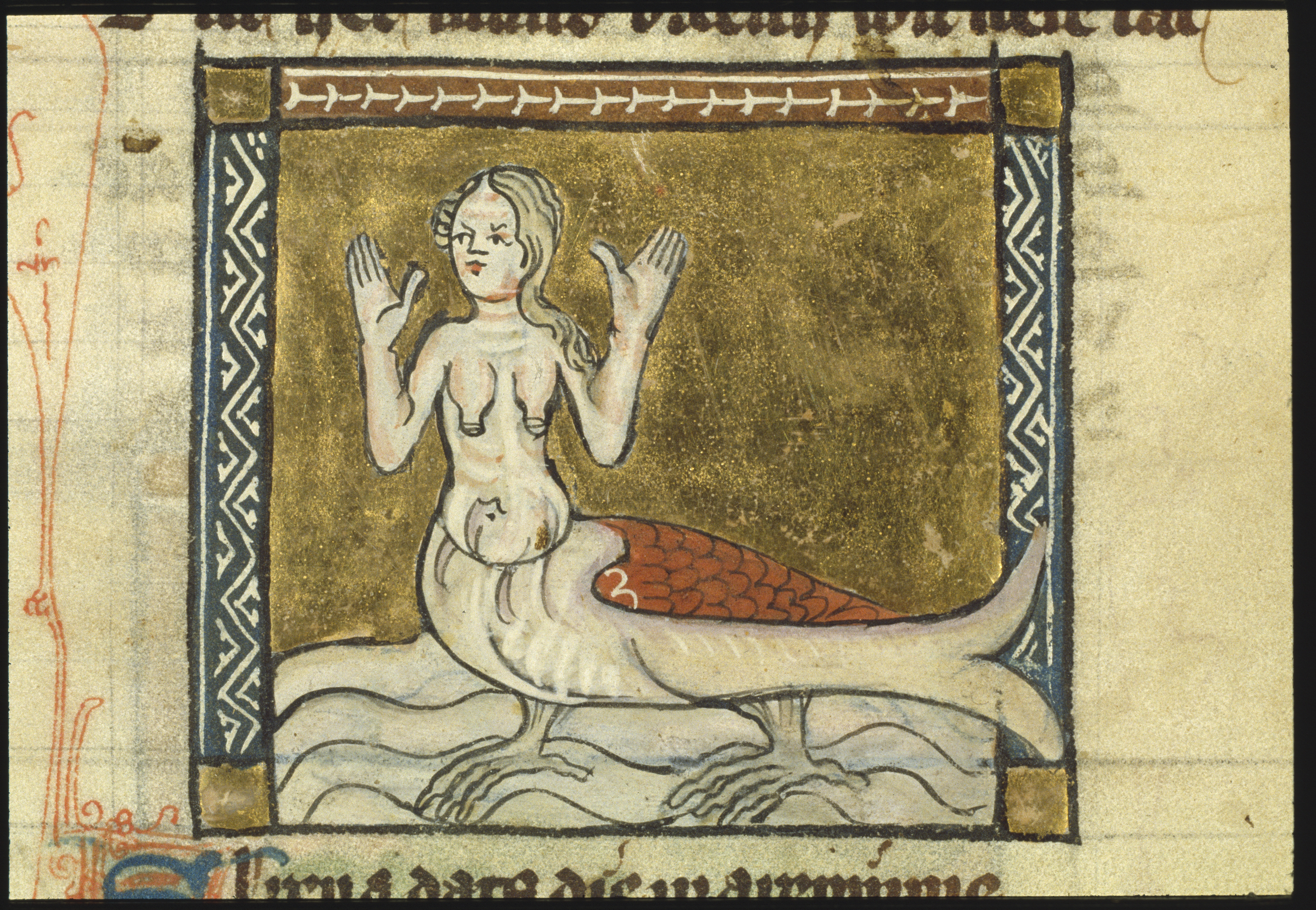
Sirene uit Jacob van Maerlants 'Der naturen bloeme'